# Anaphes neobrevior
Anaphes neobrevior är en stekelart som först beskrevs av Soyka 1954.  Anaphes neobrevior ingår i släktet Anaphes och familjen dvärgsteklar. Inga underarter finns listade i Catalogue of Life.